# Chad Bryant
Chad Carl Bryant, Ph. D., (* 1971) je americký historik, specializující se dějiny střední Evropy od 18. století do současnosti. Působí jako docent na Katedře historie na University of North Carolina at Chapel Hill.

## Vzdělání
Chad Bryant vystudoval University of California, Berkeley, kde v roce 1997 získal magisterský (M. A.) a v roce 2002 doktorský (Ph. D.) titul.

## Dílo
- Praha v černém: nacistická vláda a český nacionalismus. Praha: Argo, 2012. ISBN 978-80-257-0790-6.
- Prague: belonging in the modern city. First printing. Cambridge, Massachusetts: Harvard University Press, 2021. ISBN 978-0-674-04865-2.